# Сиаманто
Атом Јарџанјан „Сиаманто” (јерм. Ատոմ Եարճանեան „Սիամանթօ”; Кемалије, 15. август 1878 — август 1915) био је један од најистакнутијих и најутицајнијих јерменских песника и јавних личности са подручја Османског царства с почетка 20. века. У својим песмама до танчина је описивао патње јерменског народа у Турској, али и веру у боље сутра, у слободу.
Страдао је као жртва Геноцида над Јерменима током августа 1915. године.

## Биографија
Атом Јарџанјан је рођен 15. августа 1878. године у граду Ахну (данас Кемалије) у породици која је припадала средњој класи. Основно образовање стекао је у родном граду где је живео све до 1891. године када су се његови родитељи преселили у Константинопољ, где је наставио школовање. Средњу школу завршава 1896, а како су исте године почели да се спроводе организовани погроми над Јерменима у Османском царству, заједно са породицом напушта Турску и одлази у емиграцију. Прво одлази у Египат, а потом 1897. у Париз где нсатавља студије на чувеној Сорбони. Током боравка у Европи успоставио је тесне везе са Савезом јерменских студената у Европи и са јерменским националним партијама преко којих је указивао на проблеме јерменског народа на тлу Турске.
Из Париза одлази за Женеву где уређује јерменски часопис Дрошак, званични гласник Јерменске револуционарне федерације. У Дрошаку објављује своје прве песме „Јунаштво” (јерм. Դիւցազնօրէն) и „Песма витеза” (јерм. Ասպետին Երգը). Након Младотурске револуције 1908. враћа се у Константинопољ, али разочаран наставком репресалија над његовим народом, које су кулминирале Масакром у Адани 1909. године. поново напушта Турску и одлази за Бостон (Сједињене Државе). У Бостону је деловао као сарадник јерменских новина „Хајреник” (јерм. Հայրենիք). Поново се враћа у Турску током 1911. године. Током 1913. одлази у Тбилиси и Баку где се састаје са лидерима јерменског народа у том подручју.
Ухапшен је 24. априла 1915. заједно са још неколико десетака најугледнијих чланова јерменске заједнице у Константинопољу, а потом и погубљен након неколико недеља проведених у турским затворима.